# Amphoe Mueang Maha Sarakham
Amphoe Mueang Maha Sarakham (thaï : เมืองมหาสารคาม)) est un amphoe de la province de Maha Sarakham.